# Glossodoris hikuerensis
Glossodoris hikuerensis (Prouvot-Fol, 1954) è un mollusco nudibranchio della famiglia Chromodorididae.